# هشام بومعراف
هشام بومعراف مغني الجزائري للموسيقى الشاوية. هو من مواليد 3 مارس 1978 بمدينة باتنة.طالب سابق وأستاذ، في المعهد الجهوي للتكوين الموسيقي بمدينة باتنة.

## سيرته
في عام 2006 هشام و المعهد الجهوي للتكوين الموسيقي بمدينة باتنة، أنشؤا مجموعة موسيقية تافرت التي تعني التحدي بالشاوية. وأصدرو ألبومهم الأول بعنوان سوسة. أسلوبهم الموسيقي مزيج من سلتيك والروك والريغي وموسيقى كناوة مع الموسيقى الشاوية.
في عام 2011 اصدر ألبومه منفرد الأول بعنوان زازا، على أساس قصة حقيقية لفتاة شابة و جميلة التي فقدت والدها الذي قتل في كمين بالأوراس.
في عام 2014 أخرج ألبومه الثالث بابا حفودا، أغاني هذا الألبوم من مواضيع متعلقة بالتوراث الاوراسي. عنوانه الرئيسي بابا حفودا يروي قصة مؤلمة من ظلم الناس إلي الناس أخرين. أما لأغنية بعنوان بهزروط (الذي يعني الحجر بالشاوية) تحكي علي بنائين تكوت المصاين بمرض سحار سيليسي.

## مؤلفاته
- 2006 - سوزا
- 2011 - زازا
- 2014 - بابا حفودا